# Ridderorden in Lesotho
Het kleine Afrikaanse koninkrijk Lesotho of Lesotho heeft vijf ridderorden gesticht. Ridderorde zijn een Europees, geen Afrikaans fenomeen maar na 1972 verkoos ook Lesotho om deze Europese wijze van  onderscheiden over te nemen.
- De Orde van de Waardigheid 1972 (Engels: "Order of Dignity")
- De Orde van Lesotho 1972 (Engels: "Order of Lesotho")
- De Orde voor Belangrijke Diensten 1972 (Engels: "Distinguished Service Order")
- De Orde van Molomi 1972 (Engels: "Order of Molomi")
- De Orde van Makoanyane 1972 (Engels: "Order of Makoanyane")